# Pallamano maschile ai XVI Giochi del Mediterraneo
Il torneo di Pallamano maschile ai XVI Giochi del Mediterraneo si è svolto dal 27 giugno al 5 luglio 2009 presso il Palasport "Giovanni Paolo II" di Pescara

## Riassunto gruppi
Alla vigilia dell'inaugurazione della manifestazione la squadra di pallamano maschile della Slovenia ha dato forfait, lasciando il Gruppo A con solo quattro squadre.
| Gruppo A                                | Gruppo B                                           |
| --------------------------------------- | -------------------------------------------------- |
| Albania Slovenia Serbia Algeria Francia | Italia Turchia Tunisia Grecia Bosnia ed Erzegovina |

## Risultati

### Fase a gironi
| Gruppo A | Gruppo A | Gruppo A | Gruppo A | Gruppo A | Gruppo A | Gruppo A | Gruppo A | Gruppo A |
| Squadra  | G        | V        | N        | P        | F        | S        | D        | PT       |
| -------- | -------- | -------- | -------- | -------- | -------- | -------- | -------- | -------- |
| Francia  | 3        | 2        | 1        | 0        | 120      | 62       | +58      | 5        |
| Serbia   | 3        | 2        | 0        | 1        | 123      | 68       | +55      | 4        |
| Algeria  | 3        | 1        | 1        | 1        | 108      | 66       | +42      | 3        |
| Albania  | 3        | 0        | 0        | 3        | 17       | 172      | -155     | 0        |
| Slovenia | -        | -        | -        | -        | -        | -        | -        | -        |

| Gruppo B             | Gruppo B | Gruppo B | Gruppo B | Gruppo B | Gruppo B | Gruppo B | Gruppo B | Gruppo B |
| Squadra              | G        | V        | N        | P        | F        | S        | D        | PT       |
| -------------------- | -------- | -------- | -------- | -------- | -------- | -------- | -------- | -------- |
| Turchia              | 4        | 3        | 0        | 1        | 119      | 105      | +14      | 6        |
| Tunisia              | 4        | 3        | 0        | 1        | 113      | 109      | +4       | 6        |
| Grecia               | 4        | 2        | 0        | 2        | 113      | 114      | -1       | 4        |
| Italia               | 4        | 1        | 0        | 3        | 106      | 105      | +1       | 2        |
| Bosnia ed Erzegovina | 4        | 1        | 0        | 3        | 105      | 123      | -18      | 2        |

### Fase finale
Finale 7º e 8º posto
| Pescara 2 luglio 2009, ore 17:00 | Albania | 14 – 62 | Italia | Palasport "Giovanni Paolo II" |

Finale 5º e 6º posto
| Pescara 2 luglio 2009, ore 19:30 | Algeria | 27 – 21 | Grecia | Palasport "Giovanni Paolo II" |

|  | Semifinali | Semifinali | Semifinali |        |         | Finale          | Finale          | Finale          |  |
|  |            |            |            |        |         |                 |                 |                 |  |
|  | Francia    | Francia    | 28         |        |         |                 |                 |                 |  |
|  | Francia    | Francia    | 28         |        |         |                 |                 |                 |  |
|  | Tunisia    | Tunisia    | 25         |        |         |                 |                 |                 |  |
|  | Tunisia    | Tunisia    | 25         |        | Francia | Francia         | 31              |                 |  |
|  |            |            |            |        | Francia | Francia         | 31              |                 |  |
|  |            |            | Serbia     | Serbia | 35      |                 |                 |                 |  |
|  | Serbia     | Serbia     | Serbia     | Serbia | 35      | 43              |                 |                 |  |
|  | Serbia     | Serbia     |            |        |         | 43              |                 |                 |  |
|  | Turchia    | Turchia    | 41         |        |         | Finale 3º posto | Finale 3º posto | Finale 3º posto |  |
|  | Turchia    | Turchia    | 41         |        |         |                 |                 |                 |  |
|  |            |            |            |        |         |                 |                 |                 |  |
|  |            |            |            |        |         | Tunisia         | Tunisia         | 28              |  |
|  |            |            |            |        |         | Tunisia         | Tunisia         | 28              |  |
|  |            |            |            |        |         | Turchia         | Turchia         | 24              |  |

Semifinali
| Pescara 3 luglio 2009, ore 16:30 | Francia | 28 – 25 referto | Tunisia | Palasport "Giovanni Paolo II" |

| Pescara 3 luglio 2009, ore 19:00 | Serbia | 43 – 41 (d.t.s.) | Turchia | Palasport "Giovanni Paolo II" |

Finale 3º e 4º posto
| Pescara 5 luglio 2009, ore 14:30 | Tunisia | 28 – 24 referto | Turchia | Palasport "Giovanni Paolo II" |

Finale 1º e 2º posto
| Pescara 5 luglio 2009, ore 17:00 | Francia | 31 – 35 referto | Serbia | Palasport "Giovanni Paolo II" |

## Classifica finale
| Posizione | Paese                |
| --------- | -------------------- |
|           | Serbia               |
|           | Francia              |
|           | Tunisia              |
| 4         | Turchia              |
| 5         | Algeria              |
| 6         | Grecia               |
| 7         | Italia               |
| 8         | Albania              |
| 9         | Bosnia ed Erzegovina |